# Angraecum compactum
Angraecum compactum är en orkidéart som beskrevs av Rudolf Schlechter. Angraecum compactum ingår i släktet Angraecum och familjen orkidéer.
Artens utbredningsområde är Madagaskar. Inga underarter finns listade i Catalogue of Life.

## Bildgalleri

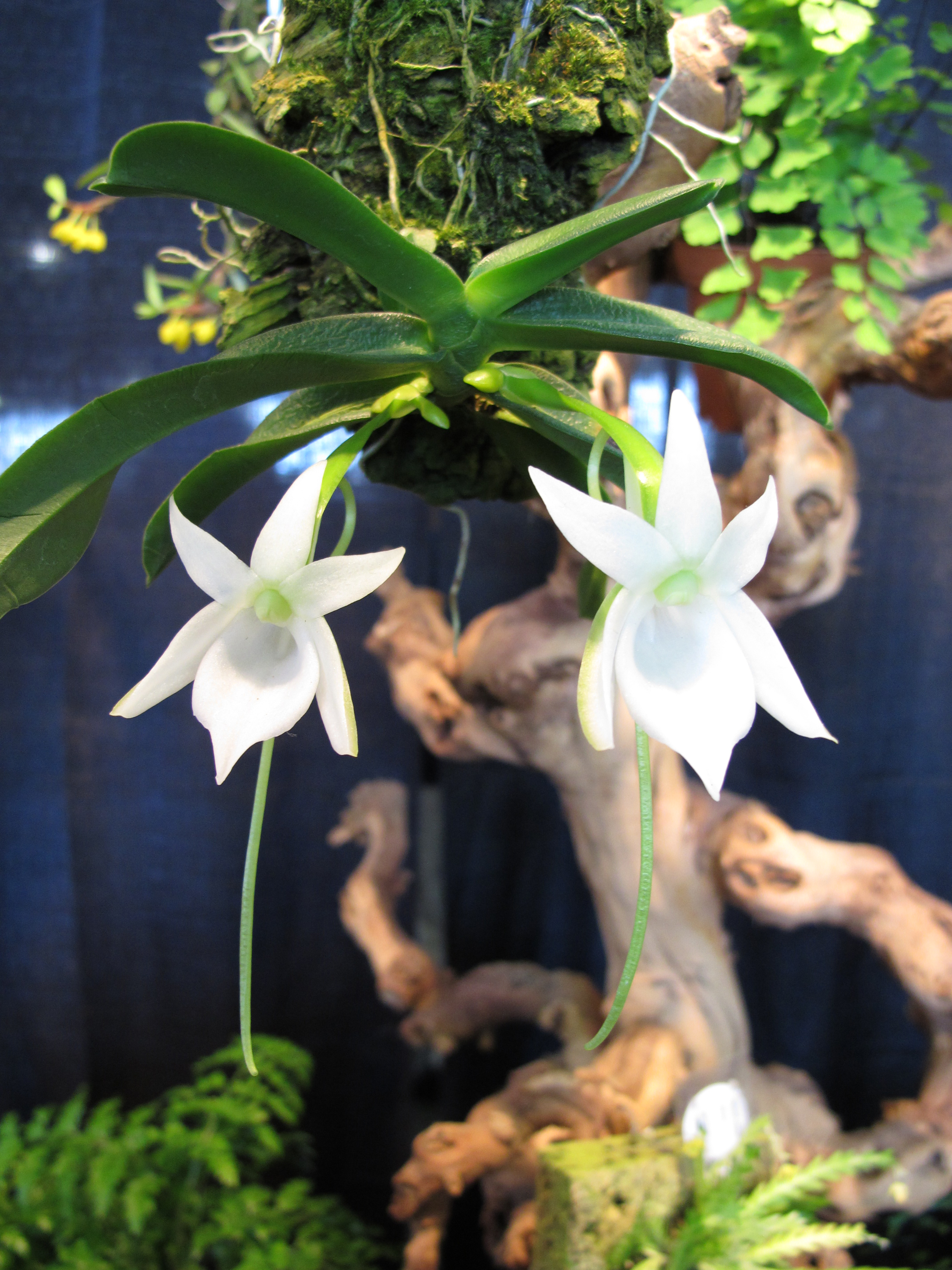
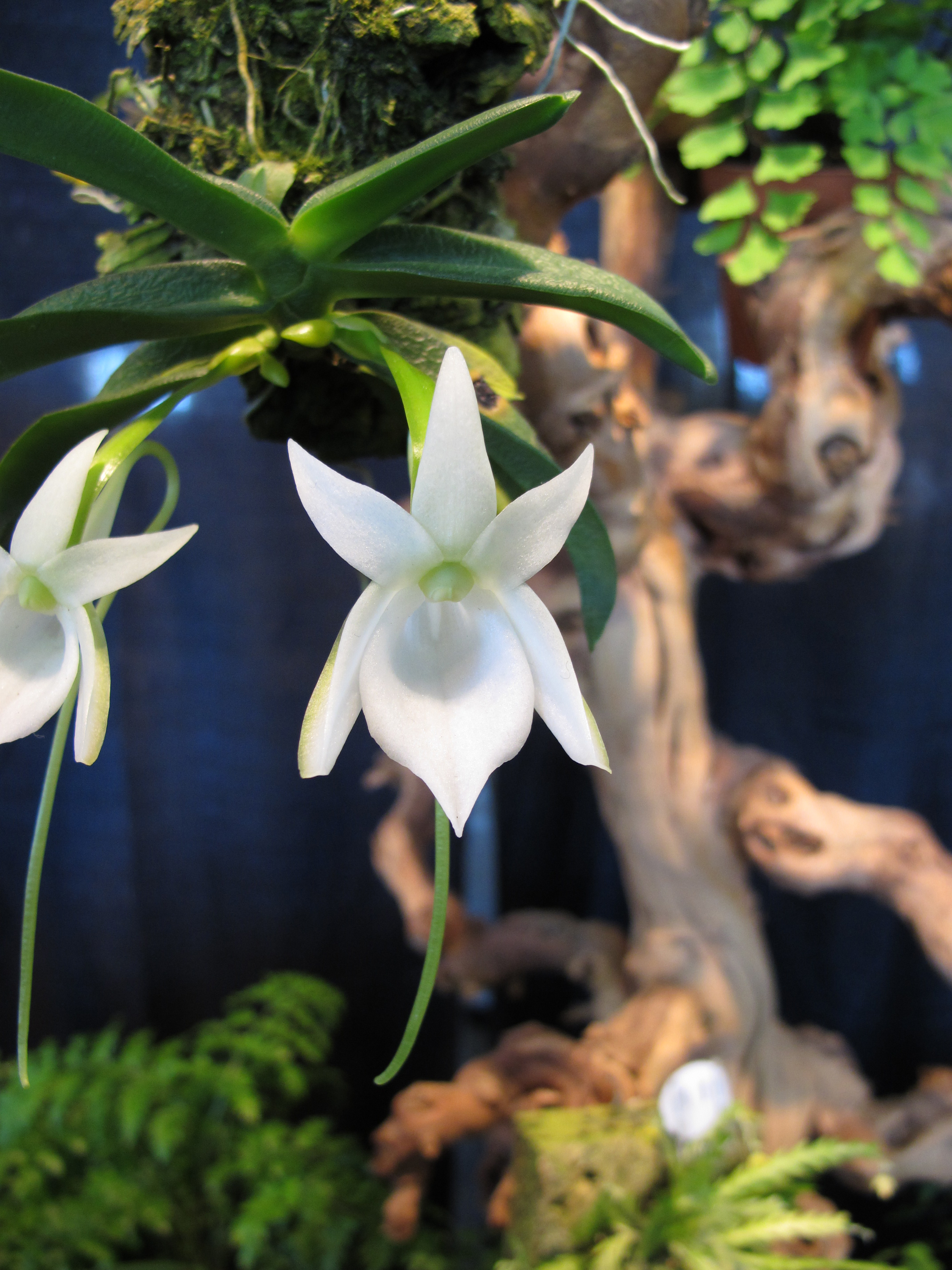